# Detodesmus tingonus
Detodesmus tingonus är en mångfotingart som beskrevs av Chamberlin 1950. Detodesmus tingonus ingår i släktet Detodesmus och familjen kuldubbelfotingar. Inga underarter finns listade i Catalogue of Life.